# Hồ Winnipeg
Hồ Winnipeg (tiếng Pháp: Lac Winnipeg) là một hồ lớn có diện tích 24.514 kilômét vuông (9.465 dặm vuông Anh) ở trung tâm Bắc Mỹ, nằm trong tỉnh Manitoba, Canada, với mũi phía nam của nó ở khoảng 55 km (34 dặm) về phía bắc của thành phố Winnipeg. Đây là hồ lớn nhất trong biên giới của miền nam Canada, và nó là một phần của lưu vực lớn chưa phát triển nhất của miền nam Canada.
Hồ Winnipeg là hồ nước ngọt lớn thứ sáu ở Canada, và là hồ nước ngọt lớn thứ ba nằm hoàn toàn trong Canada, nhưng nó là tương đối nông (chiều sâu trung bình của 12 m (39 ft)) 
trừ một khe hẹp sâu 36 m (118 ft) giữa các lưu vực phía Bắc và phía Nam. Đây là hồ nước ngọt lớn nhất thứ mười một trên Trái Đất. Phía đông của hồ có rừng phương bắc nguyên sơ và những con sông đang được quảng bá để trở thành một Vương quốc Công viên Di sản thế giới tiềm năng. Hồ có hình dạng kéo dài và có chiều dài 416 km (258 mi) từ bắc đến nam,với những bãi biển cát, những vách đá vôi rộng lớn, và nhiều hang dơi ở một số khu vực. Manitoba Hydro sử dụng hồ này như một trong những hồ chứa nước lớn nhất trên thế giới. Có rất nhiều hòn đảo trong hồ Winnipeg, hầu hết trong số các đảo này chưa phát triển.

## Thư viện ảnh

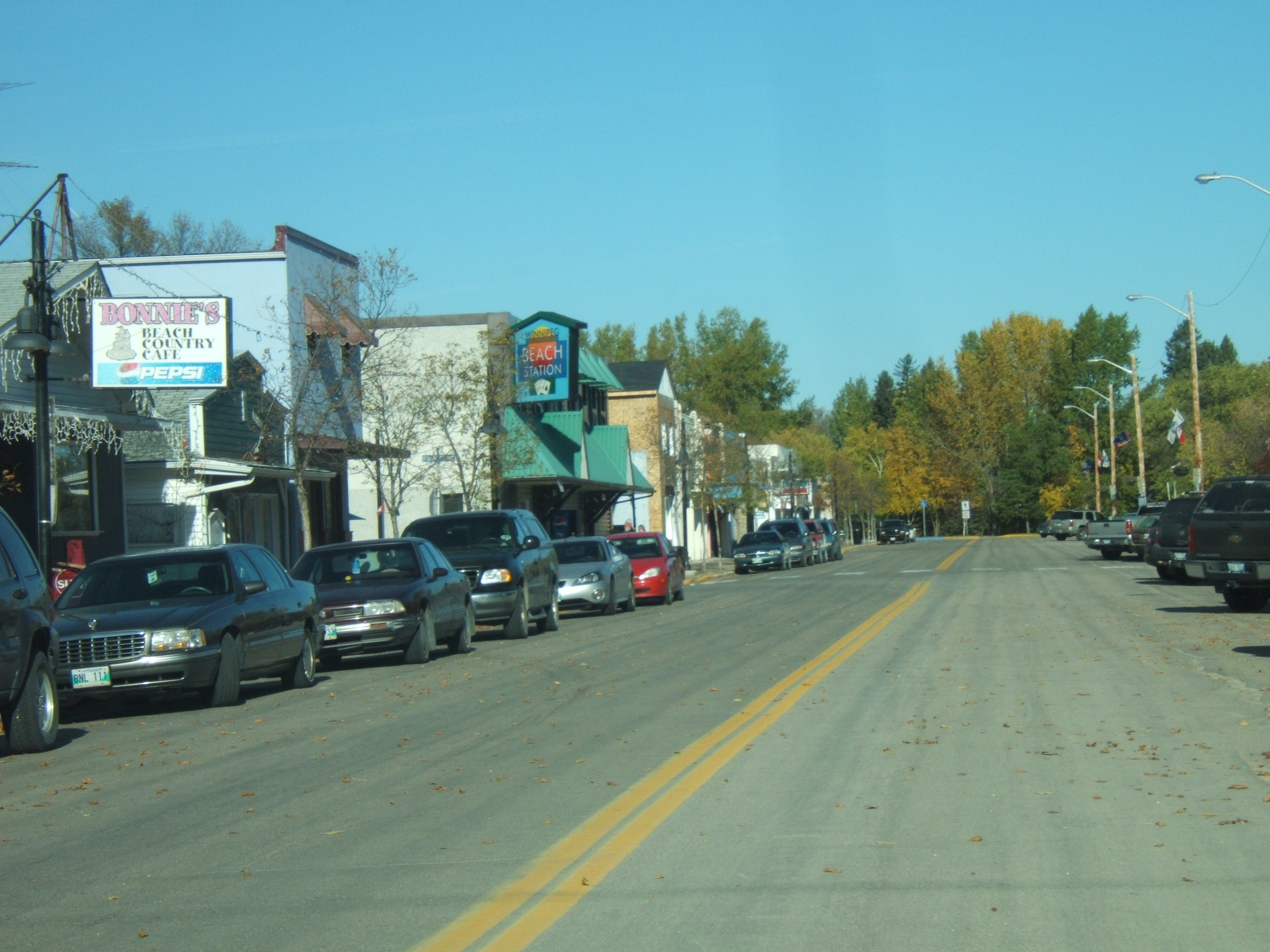
Winnipeg Beach in October
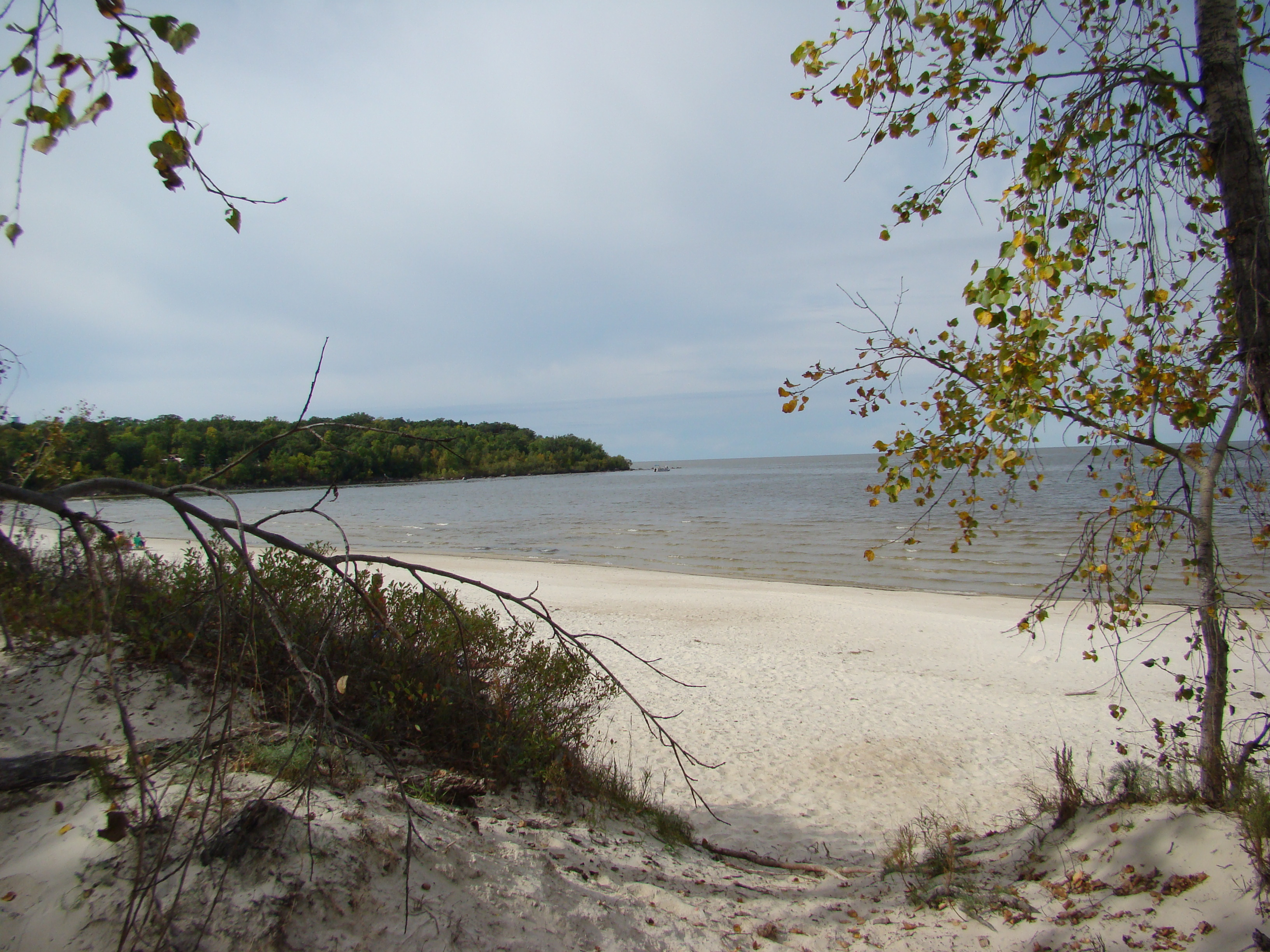
Grand Beach in Grand Beach Provincial Park
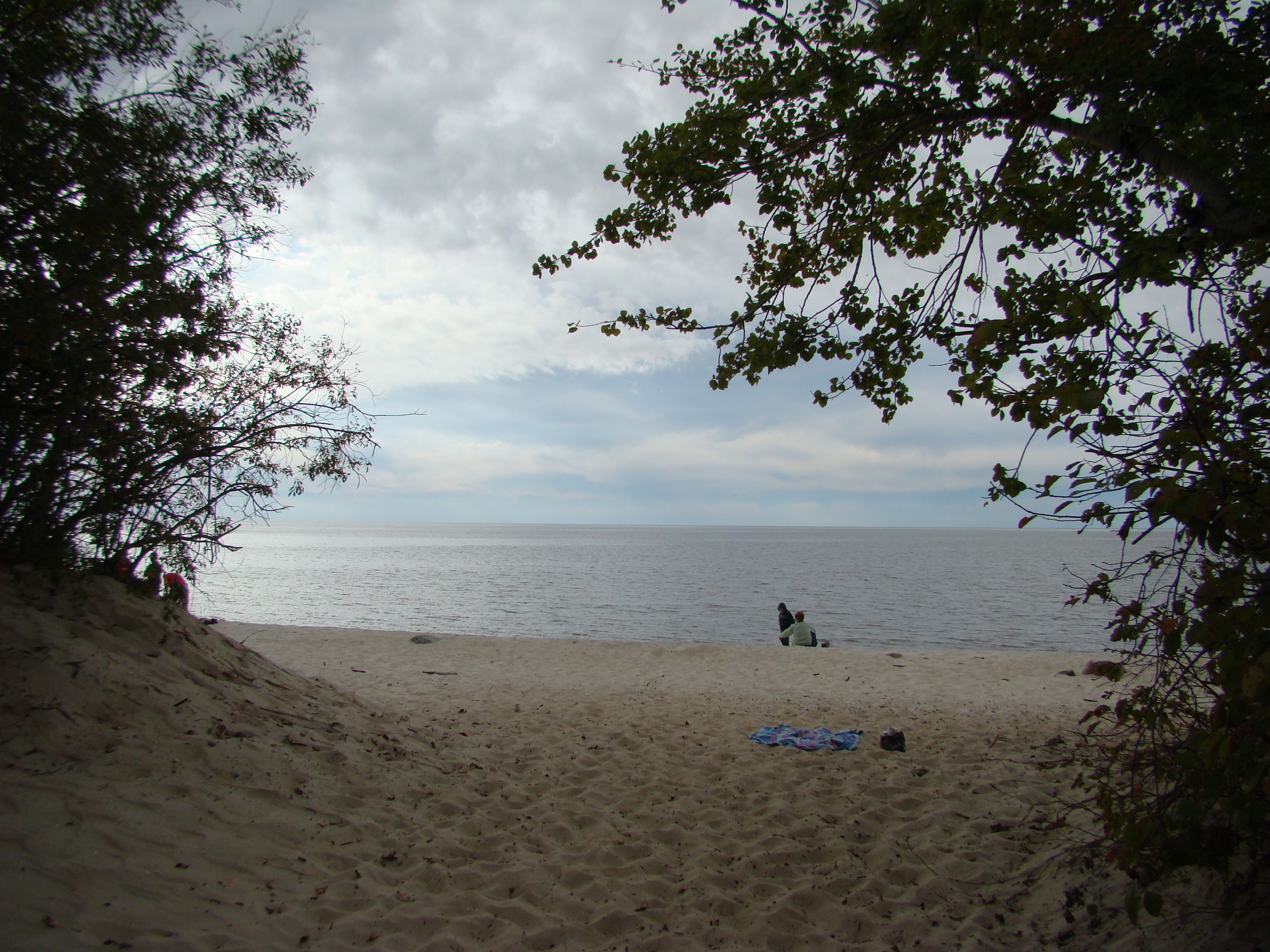
Victoria Beach
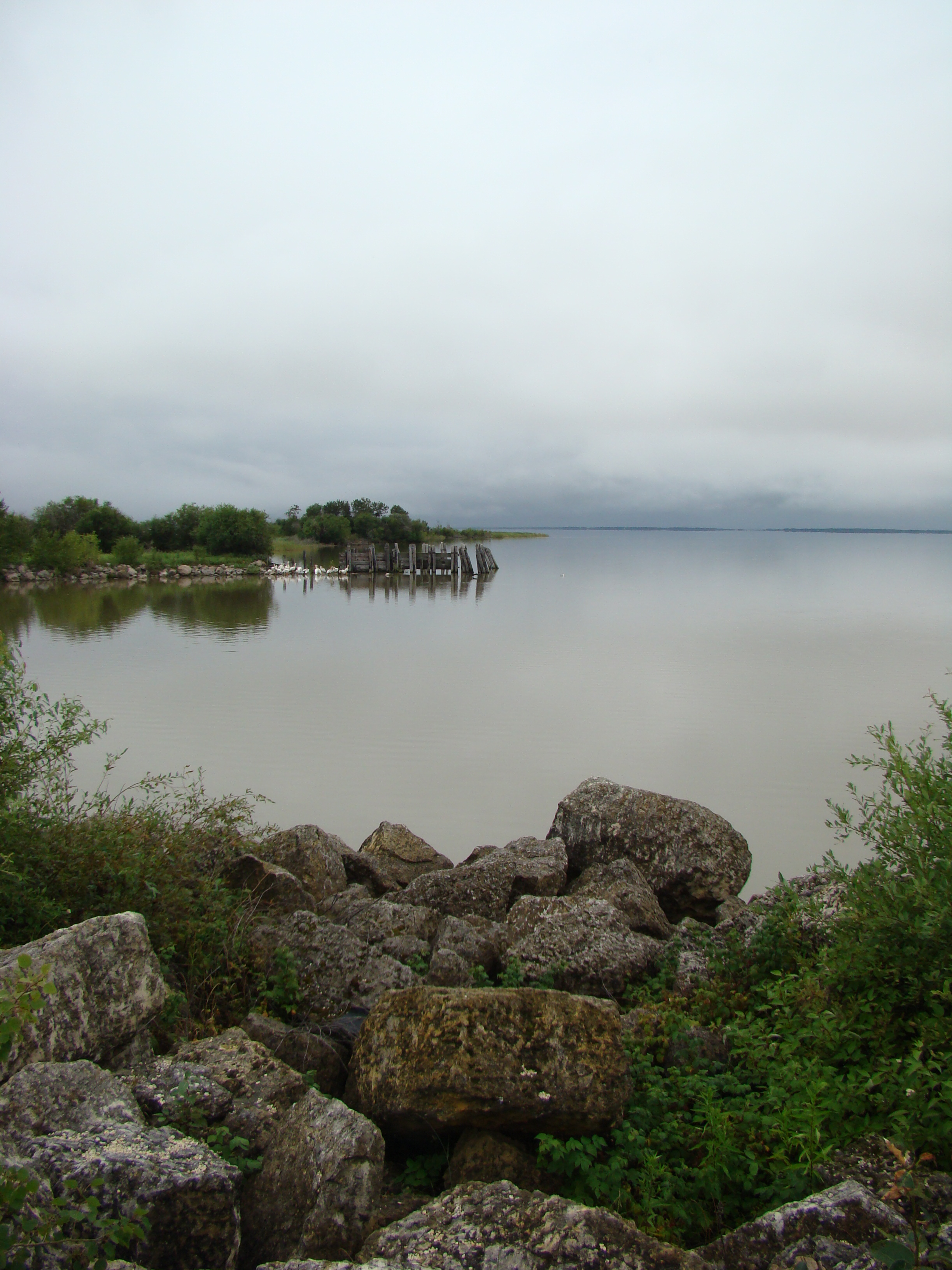
Hecla Island
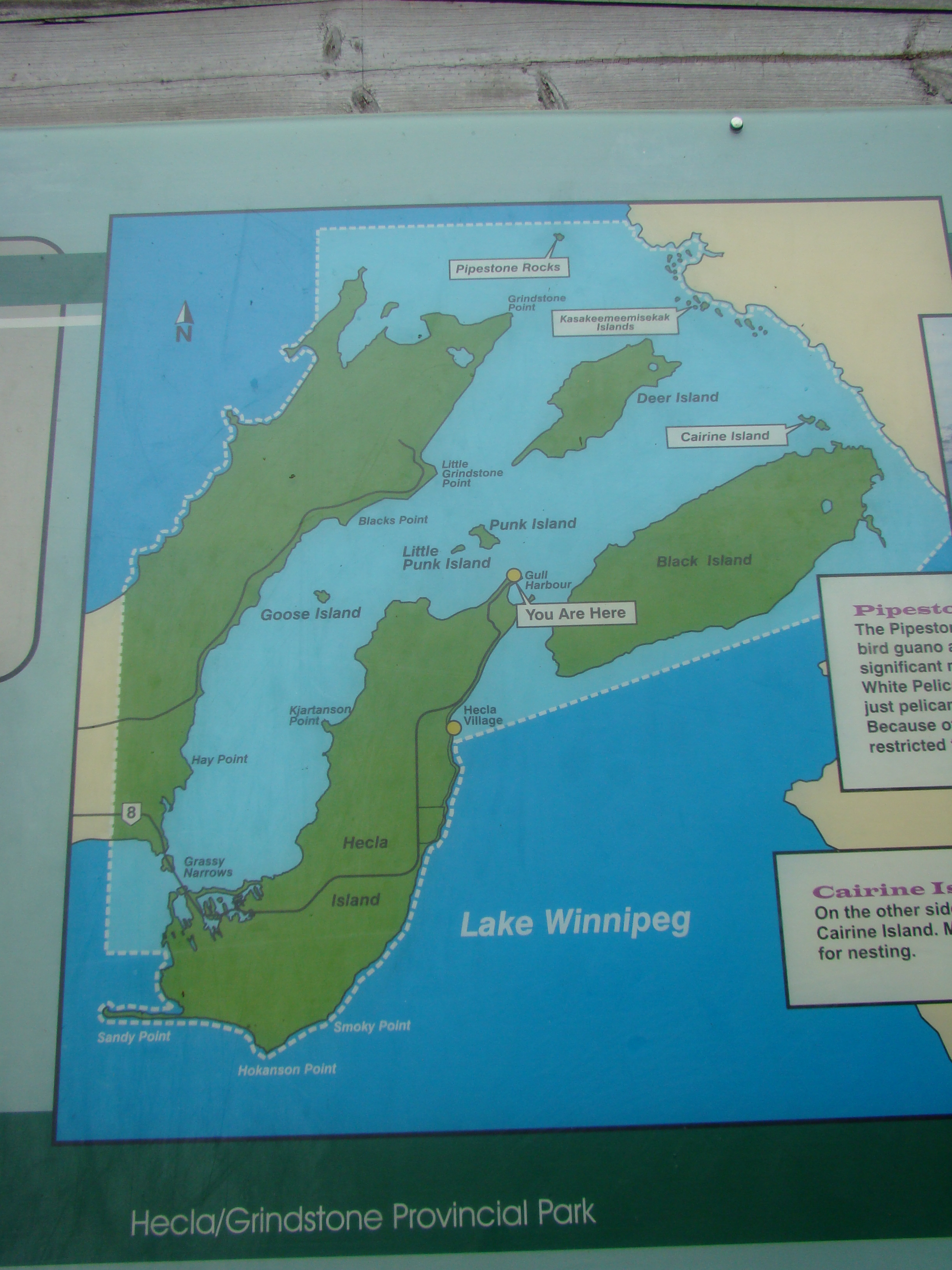
Hecla-Grindstone Provincial Park

## Sách tham khảo
- Canadian Action Party (2006) Canadian action party release Devils Lake ruling Lưu trữ ngày 27 tháng 11 năm 2021 tại Wayback Machine
- Casey, A. (November/December 2006) "Forgotten lake", Canadian Geographic, Vol. 126, Issue 6, pp. 62–78
- Chliboyko, J. (November/December 2003) "Trouble flows north", Canadian Geographic, Vol. 123, Issue 6, p. 23
- Economist, "Devil down south" (ngày 16 tháng 7 năm 2005), Vol. 376, Issue 8435,. p. 34
- GreenPeace, "Algae bloom on Lake Winnipeg Lưu trữ ngày 19 tháng 2 năm 2010 tại Wayback Machine" (ngày 26 tháng 5 năm 2008). Truy cập ngày 2 tháng 2 năm 2009
- Daily Commercial News and Construction Record, "Ottawa asked to help block water diversion project: Devils Lake outlet recommended by U.S. Army Corps of Engineers" (ngày 20 tháng 10 năm 2003), Vol. 76, Issue 198,. p. 3
- Sexton, B. (2006) "Wastes control: Manitoba demands more scrutiny of North Dakota’s water diversion scheme", Outdoor Canada, Vol. 34, Issue 1, p. 32
- Warrington, Dr. P. (ngày 6 tháng 11 năm 2001) "Aquatic pathogens: cyanophytes Lưu trữ ngày 18 tháng 1 năm 2017 tại Wayback Machine"
- Welch, M. A. (ngày 19 tháng 8 năm 2008) "Winnipeg’s algae invasion was forewarned more than 30 years ago", The Canadian Press
- Macleans (ngày 14 tháng 6 năm 2004) "What ails Lake Winnipeg" Vol. 117, Issue 24, p. 38.
- Wilderness Committee (2008) "Turning the tide on Lake Winnipeg and our health[liên kết hỏng]"